# Chaetocraniopsis obliteratus
Chaetocraniopsis obliteratus là một loài ruồi trong họ Tachinidae.